# Élections municipales de 2014 dans la Loire-Atlantique
Les élections municipales en Loire-Atlantique se sont déroulées les 23 et 30 mars 2014.

## Maires sortants et maires élus
La gauche perd du terrain avec des revers à Blain, Clisson, Donges, Saint-Philbert-de-Grand-Lieu, Sainte-Luce-sur-Loire, Thouaré-sur-Loire, Trignac (gérée par le PCF depuis 1971), Vallet et Vigneux-de-Bretagne. A l'inverse, elle conserve Nantes avec l'élection de Johanna Rolland en remplacement de Patrick Rimbert, se maintient également à Saint-Nazaire et l'emporte à Pontchâteau. La droite progresse en prenant Carquefou et Machecoul. Les centristes l'emportent à Sucé-sur-Erdre et se maintiennent à Ancenis et Saint-Sébastien-sur-Loire.
| Commune                      | Population | Maire sortant                | Parti | Parti | Maire élu                   | Parti | Parti |
| ---------------------------- | ---------- | ---------------------------- | ----- | ----- | --------------------------- | ----- | ----- |
| Ancenis                      | 7 535      | Jean-Michel Tobie            |       | UDI   | Jean-Michel Tobie           |       | UDI   |
| Basse-Goulaine               | 8 168      | Alain Vey                    |       | DVD   | Alain Vey                   |       | DVD   |
| Blain                        | 9 463      | Daniel Leroux                |       | PS    | Jean-Michel Buf             |       | DVD   |
| Bouaye                       | 6 003      | Jacques Garreau              |       | PS    | Jacques Garreau             |       | PS    |
| Bouguenais                   | 18 343     | Michèle Gressus              |       | PS    | Michèle Gressus             |       | PS    |
| Carquefou                    | 18 022     | Claude Guillet               |       | UDI   | Véronique Dubettier-grenier |       | DVD   |
| Châteaubriant                | 12 007     | Alain Hunault                |       | UMP   | Alain Hunault               |       | UMP   |
| Clisson                      | 6 683      | Jean-Pierre Coudrais         |       | DVG   | Xavier Bonnet               |       | UMP   |
| Couëron                      | 19 085     | Jean-Pierre Fougerat         |       | PS    | Jean-Pierre Fougerat        |       | PS    |
| Donges                       | 6 879      | Anne Auffret                 |       | DVG   | François Cheneau            |       | DVD   |
| Guémené-Penfao               | 5 122      | Yannick Bigaud               |       | DVD   | Yannick Bigaud              |       | DVD   |
| Guérande                     | 15 693     | Christophe Priou             |       | UMP   | Stéphanie Phan Thanh        |       | UMP   |
| Haute-Goulaine               | 5 546      | Jean-Claude Daubisse         |       | UMP   | Marcelle Chapeau            |       | DVD   |
| Herbignac                    | 6 054      | Pascal Noël-Racine           |       | PS    | Pascal Noël-Racine          |       | PS    |
| Héric                        | 5 420      | Lionel Lardeux               |       | DVG   | Patrice Leray               |       | DVG   |
| La Baule-Escoublac           | 16 112     | Yves Métaireau               |       | UMP   | Yves Métaireau              |       | UMP   |
| La Chapelle-Basse-Mer        | 5 216      | Roger Jamin                  |       | DVD   | Christelle Braud            |       | DVD   |
| La Chapelle-sur-Erdre        | 17 443     | Fabrice Roussel              |       | PS    | Fabrice Roussel             |       | PS    |
| La Chevrolière               | 5 088      | Johann Boblin                |       | UMP   | Johann Boblin               |       | UMP   |
| La Montagne                  | 5 972      | Liliane Plantive             |       | DVG   | Pierre Hay                  |       | DVG   |
| Le Loroux-Bottereau          | 7 339      | Paul Corbet                  |       | DVG   | Paul Corbet                 |       | DVG   |
| Les Sorinières               | 7 575      | Christian Couturier          |       | PS    | Christian COuturier         |       | PS    |
| Machecoul                    | 5 950      | Alain Payen de La Garanderie |       | MoDem | Didier Favreau              |       | DVD   |
| Montoir-de-Bretagne          | 6 922      | Michèle Lemaître             |       | DVG   | Michelle Lemaître           |       | DVG   |
| Nantes                       | 287 845    | Patrick Rimbert              |       | PS    | Johanna Rolland             |       | PS    |
| Nort-sur-Erdre               | 7 970      | Yves Dauvé                   |       | PS    | Yves Dauvé                  |       | PS    |
| Orvault                      | 24 556     | Joseph Parpaillon            |       | DVD   | Joseph Parpaillon           |       | DVD   |
| Pont-Saint-Martin            | 5 675      | Yves François                |       | DVD   | Yannick Fetiveau            |       | DVD   |
| Pontchâteau                  | 9 836      | Bernard Clouet               |       | DVD   | Danielle Cornet             |       | DVG   |
| Pornic                       | 14 310     | Philippe Boënnec             |       | UMP   | Jean-Michel Brard           |       | DVD   |
| Pornichet                    | 10 361     | Robert Belliot               |       | UMP   | Jean-Claude Pelleteur       |       | DVD   |
| Rezé                         | 38 932     | Gilles Retière               |       | PS    | Gérard Allard               |       | PS    |
| Saint-André-des-Eaux         | 5 391      | Alain Donne                  |       | DVD   | Jérôme Dholland             |       | DVD   |
| Saint-Brevin-les-Pins        | 12 456     | Yannick Haury                |       | DVD   | Yannick Haury               |       | DVD   |
| Saint-Étienne-de-Montluc     | 6 622      | Marcel Huou                  |       | DVD   | Rémy Nicoleau               |       | DVD   |
| Saint-Herblain               | 43 082     | Charles Gautier              |       | PS    | Bertrand Affilé             |       | PS    |
| Saint-Jean-de-Boiseau        | 5 238      | Pascal Pras                  |       | PS    | Pascal Pras                 |       | PS    |
| Saint-Julien-de-Concelles    | 6 801      | Christophe Audouin           |       | DVD   | Thierry Agasse              |       | DVD   |
| Saint-Nazaire                | 67 097     | Joël-Guy Batteux             |       | PS    | David Samzun                |       | PS    |
| Saint-Philbert-de-Grand-Lieu | 8 248      | Monique Rabin                |       | PS    | Stéphan Beaugé              |       | UMP   |
| Saint-Sébastien-sur-Loire    | 25 293     | Joël Guerriau                |       | UDI   | Joël Guerriau               |       | UDI   |
| Sainte-Luce-sur-Loire        | 12 699     | Bernard Aunette              |       | PS    | Jean-Guy Alix               |       | UMP   |
| Sainte-Pazanne               | 5 651      | Bernard Morilleau            |       | DVG   | Bernard Morilleau           |       | DVG   |
| Sautron                      | 6 945      | Marie-Cécile Gessant         |       | DVD   | Marie-Cécile Gessant        |       | DVD   |
| Savenay                      | 7 790      | André Klein                  |       | DVD   | André Klein                 |       | DVD   |
| Sucé-sur-Erdre               | 6 356      | Daniel Châtellier            |       | PS    | Jean-Louis Roger            |       | UDI   |
| Thouaré-sur-Loire            | 7 886      | Bernard Chesneau             |       | PS    | Serge Mounier               |       | DVD   |
| Treillières                  | 8 045      | Alain Royer                  |       | UMP   | Alain Royer                 |       | UMP   |
| Trignac                      | 7 008      | Sabine Mahé                  |       | PCF   | David Pelon                 |       | UMP   |
| Vallet                       | 8 549      | Nicole Lacoste               |       | DVG   | Jérôme Marchais             |       | UMP   |
| Vertou                       | 21 681     | Laurent Dejoie               |       | UMP   | Rodolphe Amailland          |       | UMP   |
| Vigneux-de-Bretagne          | 5 514      | Philippe Trotté              |       | PS    | Joseph Bezier               |       | DVD   |

### Résultats en nombre de maires
| Partis       | Partis                               | Maires sortants | Maires élus | Évolution     |
| ------------ | ------------------------------------ | --------------- | ----------- | ------------- |
|              | Parti socialiste                     | 18              | 12          | 6             |
|              | Parti communiste français            | 1               | 0           | 1             |
|              | Divers gauche                        | 8               | 6           | 2             |
| Total gauche | Total gauche                         | 27              | 18          | 9             |
|              | Union pour un mouvement populaire    | 9               | 11          | 2             |
|              | Divers droite                        | 12              | 20          | 8             |
|              | Union des démocrates et indépendants | 3               | 3           | en stagnation |
|              | Mouvement démocrate                  | 1               | 0           | 1             |
| Total droite | Total droite                         | 25              | 34          | 9             |
| Total        | Total                                | 52              | 52          | -             |

## Résultats dans les communes de plus de5 000 habitants

### Ancenis
- Maire sortant : Jean-Michel Tobie (UDI)
- 29 sièges à pourvoir au conseil municipal (population légale 2011 : 7 535 habitants)
- 6 sièges à pourvoir au conseil communautaire (CC du Pays d'Ancenis)

|                          | Jean-Michel Tobie * | UMP-UDI        | 1 806 | 53,99  | 23 | 5 |  |  |
|                          | Rémy Orhon          | DVG            | 1 539 | 46,00  | 6  | 1 |  |  |
|                          |                     |                |       |        |    |   |  |  |
| Inscrits                 | Inscrits            | Inscrits       | 5 509 | 100,00 |    |   |  |  |
| Abstentions              | Abstentions         | Abstentions    | 1 968 | 35,72  |    |   |  |  |
| Votants                  | Votants             | Votants        | 3 541 | 64,28  |    |   |  |  |
| Blancs et nuls           | Blancs et nuls      | Blancs et nuls | 196   | 5,54   |    |   |  |  |
| Exprimés                 | Exprimés            | Exprimés       | 3 345 | 94,46  |    |   |  |  |
| * Liste du maire sortant |                     |                |       |        |    |   |  |  |

### Basse-Goulaine
- Maire sortant : Alain Vey (DVD)
- 29 sièges à pourvoir au conseil municipal (population légale 2011 : 8 168 habitants)
- 1 sièges à pourvoir au conseil communautaire (Nantes Métropole)

|                          | Alain Vey *    | UMP-UDI        | 2 756 | 62,39  | 24 | 1 |  |  |
|                          | Olivier Martin | PS-PCF-EELV    | 1 661 | 37,60  | 5  |   |  |  |
|                          |                |                |       |        |    |   |  |  |
| Inscrits                 | Inscrits       | Inscrits       | 6 852 | 100,00 |    |   |  |  |
| Abstentions              | Abstentions    | Abstentions    | 2 235 | 32,62  |    |   |  |  |
| Votants                  | Votants        | Votants        | 4 617 | 67,38  |    |   |  |  |
| Blancs et nuls           | Blancs et nuls | Blancs et nuls | 200   | 4,33   |    |   |  |  |
| Exprimés                 | Exprimés       | Exprimés       | 4 417 | 95,67  |    |   |  |  |
| * Liste du maire sortant |                |                |       |        |    |   |  |  |

### Blain
- Maire sortant : Daniel Leroux (PS)
- 29 sièges à pourvoir au conseil municipal (population légale 2011 : 9 463 habitants)
- 11 sièges à pourvoir au conseil communautaire (CC du Pays de Blain)

|                | Jean-Michel Buf | SE             | 2 374 | 59,17  | 23 | 9 |  |  |
|                | Stéphane Guiet  | PS-PCF-EELV    | 1 638 | 40,82  | 6  | 2 |  |  |
|                |                 |                |       |        |    |   |  |  |
| Inscrits       | Inscrits        | Inscrits       | 6 701 | 100,00 |    |   |  |  |
| Abstentions    | Abstentions     | Abstentions    | 2 347 | 35,02  |    |   |  |  |
| Votants        | Votants         | Votants        | 4 354 | 64,98  |    |   |  |  |
| Blancs et nuls | Blancs et nuls  | Blancs et nuls | 342   | 7,85   |    |   |  |  |
| Exprimés       | Exprimés        | Exprimés       | 4 012 | 92,15  |    |   |  |  |

### Bouaye
- Maire sortant : Jacques Garreau (PS)
- 29 sièges à pourvoir au conseil municipal (population légale 2011 : 6 003 habitants)
- 1 sièges à pourvoir au conseil communautaire (Nantes Métropole)

|                          | Jacques Garreau *  | PS-PCF-EELV    | 1 807 | 51,76  | 22 | 1 |  |  |
|                          | Marie-Claire Gobin | DVD            | 1 684 | 48,23  | 7  |   |  |  |
|                          |                    |                |       |        |    |   |  |  |
| Inscrits                 | Inscrits           | Inscrits       | 5 187 | 100,00 |    |   |  |  |
| Abstentions              | Abstentions        | Abstentions    | 1 524 | 29,38  |    |   |  |  |
| Votants                  | Votants            | Votants        | 3 663 | 70,62  |    |   |  |  |
| Blancs et nuls           | Blancs et nuls     | Blancs et nuls | 172   | 4,70   |    |   |  |  |
| Exprimés                 | Exprimés           | Exprimés       | 3 491 | 95,30  |    |   |  |  |
| * Liste du maire sortant |                    |                |       |        |    |   |  |  |

### Bouguenais
- Maire sortant : Michèle Gressus (PS)
- 33 sièges à pourvoir au conseil municipal (population légale 2011 : 18 343 habitants)
- 3 sièges à pourvoir au conseil communautaire (Nantes Métropole)

| Tête de liste            | Tête de liste     | Liste          | Premier tour | Premier tour | Second tour | Second tour | Sièges | Sièges |
| Tête de liste            | Tête de liste     | Liste          | Voix         | %            | Voix        | %           | CM     | CC     |
| ------------------------ | ----------------- | -------------- | ------------ | ------------ | ----------- | ----------- | ------ | ------ |
|                          | Michèle Gressus * | PS             | 2 484        | 33,65        | 2 763       | 37,41       | 23     | 2      |
|                          | Vincent Egron     | FG             | 1 596        | 21,62        | 2 004       | 27,13       | 4      |        |
|                          | Sandra Imperiale  | UMP            | 1 505        | 20,39        | 2 618       | 35,45       | 6      | 1      |
|                          | Philippe Le Corre | UDI            | 1 094        | 14,82        |             |             |        |        |
|                          | Joël Castex       | EELV           | 701          | 9,49         |             |             |        |        |
|                          |                   |                |              |              |             |             |        |        |
| Inscrits                 | Inscrits          | Inscrits       | 13 569       | 100,00       | 13 569      | 100,00      |        |        |
| Abstentions              | Abstentions       | Abstentions    | 5 875        | 43,30        | 5 888       | 43,39       |        |        |
| Votants                  | Votants           | Votants        | 7 694        | 56,70        | 7 681       | 56,61       |        |        |
| Blancs et nuls           | Blancs et nuls    | Blancs et nuls | 314          | 4,08         | 296         | 3,85        |        |        |
| Exprimés                 | Exprimés          | Exprimés       | 7 380        | 95,92        | 7 385       | 96,15       |        |        |
| * Liste du maire sortant |                   |                |              |              |             |             |        |        |

### Carquefou
- Maire sortant : Claude Guillet (UDI)
- 33 sièges à pourvoir au conseil municipal (population légale 2011 : 18 022 habitants)
- 2 sièges à pourvoir au conseil communautaire (Nantes Métropole)

| Tête de liste            | Tête de liste               | Liste          | Premier tour | Premier tour | Second tour | Second tour | Sièges | Sièges |
| Tête de liste            | Tête de liste               | Liste          | Voix         | %            | Voix        | %           | CM     | CC     |
| ------------------------ | --------------------------- | -------------- | ------------ | ------------ | ----------- | ----------- | ------ | ------ |
|                          | Claude Guillet *            | DVD            | 3 203        | 36,83        | 3 281       | 37,24       | 6      |        |
|                          | Véronique Dubettier-grenier | DVD            | 2 996        | 34,45        | 3 392       | 38,50       | 23     | 2      |
|                          | Gilles Cavé                 | PS             | 2 497        | 28,71        | 2 137       | 24,25       | 4      |        |
|                          |                             |                |              |              |             |             |        |        |
| Inscrits                 | Inscrits                    | Inscrits       | 14 174       | 100,00       | 14 174      | 100,00      |        |        |
| Abstentions              | Abstentions                 | Abstentions    | 5 272        | 37,19        | 5 231       | 36,91       |        |        |
| Votants                  | Votants                     | Votants        | 8 902        | 62,81        | 8 943       | 63,09       |        |        |
| Blancs et nuls           | Blancs et nuls              | Blancs et nuls | 206          | 2,31         | 133         | 1,49        |        |        |
| Exprimés                 | Exprimés                    | Exprimés       | 8 696        | 97,69        | 8 810       | 98,51       |        |        |
| * Liste du maire sortant |                             |                |              |              |             |             |        |        |

### Châteaubriant
- Maire sortant : Alain Hunault (UMP)
- 33 sièges à pourvoir au conseil municipal (population légale 2011 : 12 007 habitants)
- 10 sièges à pourvoir au conseil communautaire (CC Châteaubriant-Derval)

|                          | Alain Hunault * | DVD            | 3 567 | 60,68  | 27 | 8 |  |  |
|                          | Bernard Gaudin  | DVG            | 1 186 | 20,17  | 3  | 1 |  |  |
|                          | Maxime Lelievre | UDI-MoDem      | 1 125 | 19,13  | 3  | 1 |  |  |
|                          |                 |                |       |        |    |   |  |  |
| Inscrits                 | Inscrits        | Inscrits       | 8 948 | 100,00 |    |   |  |  |
| Abstentions              | Abstentions     | Abstentions    | 2 902 | 32,43  |    |   |  |  |
| Votants                  | Votants         | Votants        | 6 046 | 67,57  |    |   |  |  |
| Blancs et nuls           | Blancs et nuls  | Blancs et nuls | 168   | 2,78   |    |   |  |  |
| Exprimés                 | Exprimés        | Exprimés       | 5 878 | 97,22  |    |   |  |  |
| * Liste du maire sortant |                 |                |       |        |    |   |  |  |

### Clisson
- Maire sortant : Jean-Pierre Coudrais (DVG)
- 29 sièges à pourvoir au conseil municipal (population légale 2011 : 6 683 habitants)
- 7 sièges à pourvoir au conseil communautaire (CA Clisson Sèvre et Maine Agglo)

| Tête de liste            | Tête de liste          | Liste          | Premier tour | Premier tour | Second tour | Second tour | Sièges | Sièges |
| Tête de liste            | Tête de liste          | Liste          | Voix         | %            | Voix        | %           | CM     | CC     |
| ------------------------ | ---------------------- | -------------- | ------------ | ------------ | ----------- | ----------- | ------ | ------ |
|                          | Jean-Pierre Coudrais * | DVG            | 1 456        | 41,64        | 1 610       | 44,54       | 6      | 1      |
|                          | Xavier Bonnet          | DVD            | 1 299        | 37,15        | 1 641       | 45,40       | 22     | 6      |
|                          | Richard Bellier        | DVD            | 741          | 21,19        | 363         | 10,04       | 1      |        |
|                          |                        |                |              |              |             |             |        |        |
| Inscrits                 | Inscrits               | Inscrits       | 5 304        | 100,00       | 5 304       | 100,00      |        |        |
| Abstentions              | Abstentions            | Abstentions    | 1 695        | 31,96        | 1 639       | 30,90       |        |        |
| Votants                  | Votants                | Votants        | 3 609        | 68,04        | 3 665       | 69,10       |        |        |
| Blancs et nuls           | Blancs et nuls         | Blancs et nuls | 113          | 3,13         | 51          | 1,39        |        |        |
| Exprimés                 | Exprimés               | Exprimés       | 3 496        | 96,87        | 3 614       | 98,61       |        |        |
| * Liste du maire sortant |                        |                |              |              |             |             |        |        |

### Couëron
- Maire sortant : Jean-Pierre Fougerat (PS)
- 33 sièges à pourvoir au conseil municipal (population légale 2011 : 19 085 habitants)
- 3 sièges à pourvoir au conseil communautaire (Nantes Métropole)

|                          | Jean-Pierre Fougerat * | PS-PCF-EELV    | 4 054  | 50,39  | 25 | 2 |  |  |
|                          | François Fedini        | DVD            | 2 794  | 34,72  | 6  | 1 |  |  |
|                          | Gérard Cossalter       | PG             | 1 197  | 14,87  | 2  |   |  |  |
|                          |                        |                |        |        |    |   |  |  |
| Inscrits                 | Inscrits               | Inscrits       | 15 012 | 100,00 |    |   |  |  |
| Abstentions              | Abstentions            | Abstentions    | 6 279  | 41,83  |    |   |  |  |
| Votants                  | Votants                | Votants        | 8 733  | 58,17  |    |   |  |  |
| Blancs et nuls           | Blancs et nuls         | Blancs et nuls | 688    | 7,88   |    |   |  |  |
| Exprimés                 | Exprimés               | Exprimés       | 8 045  | 92,12  |    |   |  |  |
| * Liste du maire sortant |                        |                |        |        |    |   |  |  |

### Donges
- Maire sortant : Anne Auffret (DVG)
- 29 sièges à pourvoir au conseil municipal (population légale 2011 : 6 879 habitants)
- 5 sièges à pourvoir au conseil communautaire (CA de la Région Nazairienne et de l'Estuaire)

| Tête de liste  | Tête de liste      | Liste          | Premier tour | Premier tour | Second tour | Second tour | Sièges | Sièges |
| Tête de liste  | Tête de liste      | Liste          | Voix         | %            | Voix        | %           | CM     | CC     |
| -------------- | ------------------ | -------------- | ------------ | ------------ | ----------- | ----------- | ------ | ------ |
|                | François Cheneau   | DVD            | 892          | 28,15        | 1 049       | 31,08       | 20     | 4      |
|                | Jean-Marc Nicollet | DVD            | 882          | 27,84        | 950         | 28,14       | 4      | 1      |
|                | Viviane Albert     | DVG            | 741          | 23,39        | 826         | 24,47       | 3      |        |
|                | Mikaël Delalande   | DVG            | 653          | 20,61        | 550         | 16,29       | 2      |        |
|                |                    |                |              |              |             |             |        |        |
| Inscrits       | Inscrits           | Inscrits       | 4 920        | 100,00       | 4 920       | 100,00      |        |        |
| Abstentions    | Abstentions        | Abstentions    | 1 640        | 33,33        | 1 464       | 29,76       |        |        |
| Votants        | Votants            | Votants        | 3 280        | 66,67        | 3 456       | 70,24       |        |        |
| Blancs et nuls | Blancs et nuls     | Blancs et nuls | 112          | 3,41         | 81          | 2,34        |        |        |
| Exprimés       | Exprimés           | Exprimés       | 3 168        | 96,59        | 3 375       | 97,66       |        |        |

### Guémené-Penfao
- Maire sortant : Yannick Bigaud (DVD)
- 29 sièges à pourvoir au conseil municipal (population légale 2011 : 5 122 habitants)
- 4 sièges à pourvoir au conseil communautaire (CA Redon Agglomération)

| Tête de liste            | Tête de liste    | Liste          | Premier tour | Premier tour | Second tour | Second tour | Sièges | Sièges |
| Tête de liste            | Tête de liste    | Liste          | Voix         | %            | Voix        | %           | CM     | CC     |
| ------------------------ | ---------------- | -------------- | ------------ | ------------ | ----------- | ----------- | ------ | ------ |
|                          | Yannick Bigaud * | DVD            | 1 324        | 48,60        | 1 476       | 54,18       | 23     | 3      |
|                          | Pierre Le Guily  | SE             | 962          | 35,31        | 1 248       | 45,81       | 6      | 1      |
|                          | Laurent David    | PS-PCF-EELV    | 438          | 16,07        |             |             |        |        |
|                          |                  |                |              |              |             |             |        |        |
| Inscrits                 | Inscrits         | Inscrits       | 3 809        | 100,00       | 3 809       | 100,00      |        |        |
| Abstentions              | Abstentions      | Abstentions    | 1 013        | 26,59        | 977         | 25,65       |        |        |
| Votants                  | Votants          | Votants        | 2 796        | 73,41        | 2 832       | 74,35       |        |        |
| Blancs et nuls           | Blancs et nuls   | Blancs et nuls | 72           | 2,58         | 108         | 3,81        |        |        |
| Exprimés                 | Exprimés         | Exprimés       | 2 724        | 97,42        | 2 724       | 96,19       |        |        |
| * Liste du maire sortant |                  |                |              |              |             |             |        |        |

### Guérande
- Maire sortant : Christophe Priou (UMP)
- 33 sièges à pourvoir au conseil municipal (population légale 2011 : 15 693 habitants)
- 9 sièges à pourvoir au conseil communautaire (CA de la Presqu'île de Guérande Atlantique)

| Tête de liste  | Tête de liste                 | Liste          | Premier tour | Premier tour | Second tour | Second tour | Sièges | Sièges |
| Tête de liste  | Tête de liste                 | Liste          | Voix         | %            | Voix        | %           | CM     | CC     |
| -------------- | ----------------------------- | -------------- | ------------ | ------------ | ----------- | ----------- | ------ | ------ |
|                | Stéphanie Phan Thanh          | DVD            | 3 322        | 43,87        | 4 115       | 55,80       | 26     | 7      |
|                | Hélène Challier               | DVG            | 1 633        | 21,56        | 1 863       | 25,26       | 4      | 1      |
|                | Catherine Bailhache - Touguet | UDI-MoDem      | 1 333        | 17,60        |             |             |        |        |
|                | Frédéric Miché                | EELV           | 1 284        | 16,95        | 1 396       | 18,93       | 3      | 1      |
|                |                               |                |              |              |             |             |        |        |
| Inscrits       | Inscrits                      | Inscrits       | 13 441       | 100,00       | 13 439      | 100,00      |        |        |
| Abstentions    | Abstentions                   | Abstentions    | 5 582        | 41,53        | 5 779       | 43,00       |        |        |
| Votants        | Votants                       | Votants        | 7 859        | 58,47        | 7 660       | 57,00       |        |        |
| Blancs et nuls | Blancs et nuls                | Blancs et nuls | 287          | 3,65         | 286         | 3,73        |        |        |
| Exprimés       | Exprimés                      | Exprimés       | 7 572        | 96,35        | 7 374       | 96,27       |        |        |

### Haute-Goulaine
- Maire sortant : Jean-Claude Daubisse (UMP)
- 29 sièges à pourvoir au conseil municipal (population légale 2011 : 5 546 habitants)
- 12 sièges à pourvoir au conseil communautaire (CA Clisson Sèvre et Maine Agglo)

|                | Marcelle Chapeau | DVD            | 1 664 | 53,83  | 23 | 9 |  |  |
|                | Loïc Queudrue    | SE             | 1 427 | 46,16  | 6  | 3 |  |  |
|                |                  |                |       |        |    |   |  |  |
| Inscrits       | Inscrits         | Inscrits       | 4 479 | 100,00 |    |   |  |  |
| Abstentions    | Abstentions      | Abstentions    | 1 316 | 29,38  |    |   |  |  |
| Votants        | Votants          | Votants        | 3 163 | 70,62  |    |   |  |  |
| Blancs et nuls | Blancs et nuls   | Blancs et nuls | 72    | 2,28   |    |   |  |  |
| Exprimés       | Exprimés         | Exprimés       | 3 091 | 97,72  |    |   |  |  |

### Herbignac
- Maire sortant : Pascal Noël-Racine (PS)
- 29 sièges à pourvoir au conseil municipal (population légale 2011 : 6 054 habitants)
- 4 sièges à pourvoir au conseil communautaire (CA de la Presqu'île de Guérande Atlantique)

|                          | Pascal Noël-Racine * | DVG            | 1 705 | 52,65  | 22 | 3 |  |  |
|                          | Jean-Yves Hervy      | DVD            | 1 533 | 47,34  | 7  | 1 |  |  |
|                          |                      |                |       |        |    |   |  |  |
| Inscrits                 | Inscrits             | Inscrits       | 4 620 | 100,00 |    |   |  |  |
| Abstentions              | Abstentions          | Abstentions    | 1 282 | 27,75  |    |   |  |  |
| Votants                  | Votants              | Votants        | 3 338 | 72,25  |    |   |  |  |
| Blancs et nuls           | Blancs et nuls       | Blancs et nuls | 100   | 3,00   |    |   |  |  |
| Exprimés                 | Exprimés             | Exprimés       | 3 238 | 97,00  |    |   |  |  |
| * Liste du maire sortant |                      |                |       |        |    |   |  |  |

### Héric
- Maire sortant : Lionel Lardeux (DVG)
- 29 sièges à pourvoir au conseil municipal (population légale 2011 : 5 420 habitants)
- 4 sièges à pourvoir au conseil communautaire (CC d'Erdre et Gesvres)

|                | Patrice Leray  | SE             | 1 752 | 72,63  | 25 | 4 |  |  |
|                | Patrick Barnas | SE             | 660   | 27,36  | 4  |   |  |  |
|                |                |                |       |        |    |   |  |  |
| Inscrits       | Inscrits       | Inscrits       | 4 113 | 100,00 |    |   |  |  |
| Abstentions    | Abstentions    | Abstentions    | 1 487 | 36,15  |    |   |  |  |
| Votants        | Votants        | Votants        | 2 626 | 63,85  |    |   |  |  |
| Blancs et nuls | Blancs et nuls | Blancs et nuls | 214   | 8,15   |    |   |  |  |
| Exprimés       | Exprimés       | Exprimés       | 2 412 | 91,85  |    |   |  |  |

### La Baule-Escoublac
- Maire sortant : Yves Métaireau (UMP)
- 33 sièges à pourvoir au conseil municipal (population légale 2011 : 16 112 habitants)
- 10 sièges à pourvoir au conseil communautaire (CA de la Presqu'île de Guérande Atlantique)

|                          | Yves Métaireau *     | UMP            | 4 470  | 53,25  | 27 | 8 |  |  |
|                          | Erwan Le Moigne      | PS-PCF-EELV    | 1 786  | 21,27  | 3  | 1 |  |  |
|                          | Marie-Yvonne Halpern | DVD            | 1 257  | 14,97  | 2  | 1 |  |  |
|                          | Didier Vernet        | FN             | 881    | 10,49  | 1  |   |  |  |
|                          |                      |                |        |        |    |   |  |  |
| Inscrits                 | Inscrits             | Inscrits       | 14 448 | 100,00 |    |   |  |  |
| Abstentions              | Abstentions          | Abstentions    | 5 838  | 40,41  |    |   |  |  |
| Votants                  | Votants              | Votants        | 8 610  | 59,59  |    |   |  |  |
| Blancs et nuls           | Blancs et nuls       | Blancs et nuls | 216    | 2,51   |    |   |  |  |
| Exprimés                 | Exprimés             | Exprimés       | 8 394  | 97,49  |    |   |  |  |
| * Liste du maire sortant |                      |                |        |        |    |   |  |  |

### La Chapelle-Basse-Mer
- Maire sortant : Roger Jamin (DVD)
- 29 sièges à pourvoir au conseil municipal (population légale 2011 : 5 216 habitants)
- 7 sièges à pourvoir au conseil communautaire (CC Loire Divatte)

|                | Christelle Braud | DVD            | 1 795 | 72,87  | 25 | 6 |  |  |
|                | Christiane Babin | DVD            | 668   | 27,12  | 4  | 1 |  |  |
|                |                  |                |       |        |    |   |  |  |
| Inscrits       | Inscrits         | Inscrits       | 3 968 | 100,00 |    |   |  |  |
| Abstentions    | Abstentions      | Abstentions    | 1 361 | 34,30  |    |   |  |  |
| Votants        | Votants          | Votants        | 2 607 | 65,70  |    |   |  |  |
| Blancs et nuls | Blancs et nuls   | Blancs et nuls | 144   | 5,52   |    |   |  |  |
| Exprimés       | Exprimés         | Exprimés       | 2 463 | 94,48  |    |   |  |  |

### La Chapelle-sur-Erdre
- Maire sortant : Fabrice Roussel (PS)
- 33 sièges à pourvoir au conseil municipal (population légale 2011 : 17 443 habitants)
- 2 sièges à pourvoir au conseil communautaire (Nantes Métropole)

|                          |                   |                |              |              |             |             |        |        |
| Tête de liste            | Tête de liste     | Liste          | Premier tour | Premier tour | Second tour | Second tour | Sièges | Sièges |
| Tête de liste            | Tête de liste     | Liste          | Voix         | %            | Voix        | %           | CM     | CC     |
|                          | Fabrice Roussel * | PS             | 4 248        | 45,80        | 4 460       | 45,81       | 25     | 2      |
|                          | Erwan Bouvais     | UMP-UDI        | 3 802        | 40,99        | 4 411       | 45,31       | 7      |        |
|                          | Isabelle Verdon   | DVG            | 1 224        | 13,19        | 863         | 8,86        | 1      |        |
|                          |                   |                |              |              |             |             |        |        |
| Inscrits                 | Inscrits          | Inscrits       | 15 301       | 100,00       | 15 309      | 100,00      |        |        |
| Abstentions              | Abstentions       | Abstentions    | 5 784        | 37,80        | 5 405       | 35,31       |        |        |
| Votants                  | Votants           | Votants        | 9 517        | 62,20        | 9 904       | 64,69       |        |        |
| Blancs et nuls           | Blancs et nuls    | Blancs et nuls | 243          | 2,55         | 170         | 1,72        |        |        |
| Exprimés                 | Exprimés          | Exprimés       | 9 274        | 97,45        | 9 734       | 98,28       |        |        |
| * Liste du maire sortant |                   |                |              |              |             |             |        |        |

### La Chevrolière
- Maire sortant : Johann Boblin (UMP)
- 29 sièges à pourvoir au conseil municipal (population légale 2011 : 5 088 habitants)
- 6 sièges à pourvoir au conseil communautaire (CC de Grand Lieu)

|                          | Johann Boblin *  | DVD            | 2 136 | 77,55  | 26 | 6 |  |  |
|                          | Fabrice Vénéreau | DVG            | 618   | 22,44  | 3  |   |  |  |
|                          |                  |                |       |        |    |   |  |  |
| Inscrits                 | Inscrits         | Inscrits       | 4 069 | 100,00 |    |   |  |  |
| Abstentions              | Abstentions      | Abstentions    | 1 220 | 29,98  |    |   |  |  |
| Votants                  | Votants          | Votants        | 2 849 | 70,02  |    |   |  |  |
| Blancs et nuls           | Blancs et nuls   | Blancs et nuls | 95    | 3,33   |    |   |  |  |
| Exprimés                 | Exprimés         | Exprimés       | 2 754 | 96,67  |    |   |  |  |
| * Liste du maire sortant |                  |                |       |        |    |   |  |  |

### La Montagne
- Maire sortant : Liliane Plantive (DVG)
- 29 sièges à pourvoir au conseil municipal (population légale 2011 : 5 972 habitants)
- 1 sièges à pourvoir au conseil communautaire (Nantes Métropole)

| Tête de liste  | Tête de liste  | Liste          | Premier tour | Premier tour | Second tour | Second tour | Sièges | Sièges |
| Tête de liste  | Tête de liste  | Liste          | Voix         | %            | Voix        | %           | CM     | CC     |
| -------------- | -------------- | -------------- | ------------ | ------------ | ----------- | ----------- | ------ | ------ |
|                | Pierre Hay     | DVG            | 1 009        | 37,73        | 987         | 35,35       | 20     | 1      |
|                | Simon Sandoval | DVG            | 834          | 31,18        | 938         | 33,59       | 5      |        |
|                | Xavier Coupry  | DVD            | 831          | 31,07        | 867         | 31,05       | 4      |        |
|                |                |                |              |              |             |             |        |        |
| Inscrits       | Inscrits       | Inscrits       | 4 606        | 100,00       | 4 605       | 100,00      |        |        |
| Abstentions    | Abstentions    | Abstentions    | 1 828        | 39,69        | 1 758       | 38,18       |        |        |
| Votants        | Votants        | Votants        | 2 778        | 60,31        | 2 847       | 61,82       |        |        |
| Blancs et nuls | Blancs et nuls | Blancs et nuls | 104          | 3,74         | 55          | 1,93        |        |        |
| Exprimés       | Exprimés       | Exprimés       | 2 674        | 96,26        | 2 792       | 98,07       |        |        |

### Le Loroux-Bottereau
- Maire sortant : Paul Corbet (DVG)
- 29 sièges à pourvoir au conseil municipal (population légale 2011 : 7 339 habitants)
- 9 sièges à pourvoir au conseil communautaire (CC Sèvre et Loire)

| Tête de liste            | Tête de liste  | Liste          | Premier tour | Premier tour | Second tour | Second tour | Sièges | Sièges |
| Tête de liste            | Tête de liste  | Liste          | Voix         | %            | Voix        | %           | CM     | CC     |
| ------------------------ | -------------- | -------------- | ------------ | ------------ | ----------- | ----------- | ------ | ------ |
|                          | Réjane Sécher  | PS-PCF-EELV    | 1 376        | 40,95        | 1 401       | 40,24       | 6      | 2      |
|                          | Paul Corbet *  | DVG            | 1 345        | 40,02        | 1 569       | 45,07       | 21     | 7      |
|                          | Sylvie Huba    | UMP-UDI        | 639          | 19,01        | 511         | 14,67       | 2      |        |
|                          |                |                |              |              |             |             |        |        |
| Inscrits                 | Inscrits       | Inscrits       | 5 349        | 100,00       | 5 349       | 100,00      |        |        |
| Abstentions              | Abstentions    | Abstentions    | 1 864        | 34,85        | 1 778       | 33,24       |        |        |
| Votants                  | Votants        | Votants        | 3 485        | 65,15        | 3 571       | 66,76       |        |        |
| Blancs et nuls           | Blancs et nuls | Blancs et nuls | 125          | 3,59         | 90          | 2,52        |        |        |
| Exprimés                 | Exprimés       | Exprimés       | 3 360        | 96,41        | 3 481       | 97,48       |        |        |
| * Liste du maire sortant |                |                |              |              |             |             |        |        |

### Les Sorinières
- Maire sortant : Christian Couturier (PS)
- 29 sièges à pourvoir au conseil municipal (population légale 2011 : 7 575 habitants)
- 1 sièges à pourvoir au conseil communautaire (Nantes Métropole)

|                          | Christian Couturier * | PS             | 2 029 | 51,31  | 23 | 1 |  |  |
|                          | Daniel Pelletier      | DVD            | 983   | 24,86  | 3  |   |  |  |
|                          | David Burnaud         | SE             | 942   | 23,82  | 3  |   |  |  |
|                          |                       |                |       |        |    |   |  |  |
| Inscrits                 | Inscrits              | Inscrits       | 5 851 | 100,00 |    |   |  |  |
| Abstentions              | Abstentions           | Abstentions    | 1 760 | 30,08  |    |   |  |  |
| Votants                  | Votants               | Votants        | 4 091 | 69,92  |    |   |  |  |
| Blancs et nuls           | Blancs et nuls        | Blancs et nuls | 137   | 3,35   |    |   |  |  |
| Exprimés                 | Exprimés              | Exprimés       | 3 954 | 96,65  |    |   |  |  |
| * Liste du maire sortant |                       |                |       |        |    |   |  |  |

### Machecoul
- Maire sortant : Alain Payen de La Garanderie (MoDem)
- 29 sièges à pourvoir au conseil municipal (population légale 2011 : 5 950 habitants)
- 10 sièges à pourvoir au conseil communautaire (CC de la région de Machecoul)

| Tête de liste  | Tête de liste      | Liste          | Premier tour | Premier tour | Second tour | Second tour | Sièges | Sièges |
| Tête de liste  | Tête de liste      | Liste          | Voix         | %            | Voix        | %           | CM     | CC     |
| -------------- | ------------------ | -------------- | ------------ | ------------ | ----------- | ----------- | ------ | ------ |
|                | Pascal Beillevaire | DVD            | 1 102        | 35,19        | 1 194       | 37,83       | 5      | 2      |
|                | Didier Favreau     | DVD            | 861          | 27,49        | 1 197       | 37,92       | 21     | 7      |
|                | Jean Barreau       | UDI            | 525          | 16,76        | 439         | 13,91       | 2      | 1      |
|                | Yves Batard        | DVD            | 443          | 14,14        | 326         | 10,32       | 1      |        |
|                | Christian Brethes  | DVD            | 200          | 6,38         |             |             |        |        |
|                |                    |                |              |              |             |             |        |        |
| Inscrits       | Inscrits           | Inscrits       | 4 699        | 100,00       | 4 700       | 100,00      |        |        |
| Abstentions    | Abstentions        | Abstentions    | 1 476        | 31,41        | 1 497       | 31,85       |        |        |
| Votants        | Votants            | Votants        | 3 223        | 68,59        | 3 203       | 68,15       |        |        |
| Blancs et nuls | Blancs et nuls     | Blancs et nuls | 92           | 2,85         | 47          | 1,47        |        |        |
| Exprimés       | Exprimés           | Exprimés       | 3 131        | 97,15        | 3 156       | 98,53       |        |        |

### Montoir-de-Bretagne
- Maire sortant : Michèle Lemaître (DVG)
- 29 sièges à pourvoir au conseil municipal (population légale 2011 : 6 922 habitants)
- 5 sièges à pourvoir au conseil communautaire (CA de la Région Nazairienne et de l'Estuaire)

| Tête de liste            | Tête de liste       | Liste          | Premier tour | Premier tour | Second tour | Second tour | Sièges | Sièges |
| Tête de liste            | Tête de liste       | Liste          | Voix         | %            | Voix        | %           | CM     | CC     |
| ------------------------ | ------------------- | -------------- | ------------ | ------------ | ----------- | ----------- | ------ | ------ |
|                          | Michelle Lemaître * | PS-PCF-EELV    | 1 303        | 46,85        | 1 376       | 50,56       | 23     | 5      |
|                          | Roger Etogo         | DVD            | 554          | 19,92        | 572         | 21,02       | 3      |        |
|                          | Christian Martin    | UDI            | 523          | 18,80        | 505         | 18,55       | 2      |        |
|                          | Lynda Blanchard     | DVG            | 401          | 14,41        | 268         | 9,84        | 1      |        |
|                          |                     |                |              |              |             |             |        |        |
| Inscrits                 | Inscrits            | Inscrits       | 4 781        | 100,00       | 4 777       | 100,00      |        |        |
| Abstentions              | Abstentions         | Abstentions    | 1 929        | 40,35        | 2 016       | 42,20       |        |        |
| Votants                  | Votants             | Votants        | 2 852        | 59,65        | 2 761       | 57,80       |        |        |
| Blancs et nuls           | Blancs et nuls      | Blancs et nuls | 71           | 2,49         | 40          | 1,45        |        |        |
| Exprimés                 | Exprimés            | Exprimés       | 2 781        | 97,51        | 2 721       | 98,55       |        |        |
| * Liste du maire sortant |                     |                |              |              |             |             |        |        |

### Nantes
- Maire sortant : Patrick Rimbert (PS)
- 65 sièges à pourvoir au conseil municipal (population légale 2011 : 287 845 habitants)
- 48 sièges à pourvoir au conseil communautaire (Nantes Métropole)

| Tête de liste  | Tête de liste      | Liste                 | Premier tour | Premier tour | Second tour | Second tour | Sièges | Sièges |
| Tête de liste  | Tête de liste      | Liste                 | Voix         | %            | Voix        | %           | CM     | CC     |
| -------------- | ------------------ | --------------------- | ------------ | ------------ | ----------- | ----------- | ------ | ------ |
|                | Johanna Rolland    | PS-PCF-PRG-UDB        | 33 201       | 34,50        | 51 990      | 56,21       | 51     | 38     |
|                | Laurence Garnier   | UMP-UDI-PCD           | 23 244       | 24,15        | 40 490      | 43,78       | 14     | 10     |
|                | Pascale Chiron     | EELV                  | 13 996       | 14,54        |             |             |        |        |
|                | Christian Bouchet  | FN                    | 7 834        | 8,14         |             |             |        |        |
|                | Sophie Van Goethem | DVD                   | 5 376        | 5,58         |             |             |        |        |
|                | Guy Croupy         | PG-Alternatifs-GA-NPA | 4 849        | 5,03         |             |             |        |        |
|                | Pierre Gobet       | DVD                   | 4 138        | 4,30         |             |             |        |        |
|                | Xavier Bruckert    | MoDem-PR-PLD          | 2 022        | 2,10         |             |             |        |        |
|                | Hélène Defrance    | LO                    | 1 119        | 1,16         |             |             |        |        |
|                | Arnaud Kongolo     | SE                    | 439          | 0,45         |             |             |        |        |
|                |                    |                       |              |              |             |             |        |        |
| Inscrits       | Inscrits           | Inscrits              | 181 897      | 100,00       | 181 888     | 100,00      |        |        |
| Abstentions    | Abstentions        | Abstentions           | 82 779       | 45,51        | 84 001      | 46,18       |        |        |
| Votants        | Votants            | Votants               | 99 118       | 54,49        | 97 887      | 53,82       |        |        |
| Blancs et nuls | Blancs et nuls     | Blancs et nuls        | 2 900        | 2,93         | 5 407       | 5,52        |        |        |
| Exprimés       | Exprimés           | Exprimés              | 96 218       | 97,07        | 92 480      | 94,48       |        |        |

### Nort-sur-Erdre
- Maire sortant : Yves Dauvé (PS)
- 29 sièges à pourvoir au conseil municipal (population légale 2011 : 7 970 habitants)
- 5 sièges à pourvoir au conseil communautaire (CC d'Erdre et Gesvres)

|                          | Yves Dauvé *       | DVG            | 2 224 | 59,14  | 23 | 4 |  |  |
|                          | Benoît Vercelletto | DVD            | 1 536 | 40,85  | 6  | 1 |  |  |
|                          |                    |                |       |        |    |   |  |  |
| Inscrits                 | Inscrits           | Inscrits       | 6 074 | 100,00 |    |   |  |  |
| Abstentions              | Abstentions        | Abstentions    | 2 086 | 34,34  |    |   |  |  |
| Votants                  | Votants            | Votants        | 3 988 | 65,66  |    |   |  |  |
| Blancs et nuls           | Blancs et nuls     | Blancs et nuls | 228   | 5,72   |    |   |  |  |
| Exprimés                 | Exprimés           | Exprimés       | 3 760 | 94,28  |    |   |  |  |
| * Liste du maire sortant |                    |                |       |        |    |   |  |  |

### Orvault
- Maire sortant : Joseph Parpaillon (DVD)
- 35 sièges à pourvoir au conseil municipal (population légale 2011 : 24 556 habitants)
- 4 sièges à pourvoir au conseil communautaire (Nantes Métropole)

|                          | Joseph Parpaillon * | UMP-UDI        | 6 653  | 59,66  | 28 | 3 |  |  |
|                          | Erwan Huchet        | PS-PCF-EELV    | 4 498  | 40,33  | 7  | 1 |  |  |
|                          |                     |                |        |        |    |   |  |  |
| Inscrits                 | Inscrits            | Inscrits       | 19 527 | 100,00 |    |   |  |  |
| Abstentions              | Abstentions         | Abstentions    | 7 762  | 39,75  |    |   |  |  |
| Votants                  | Votants             | Votants        | 11 765 | 60,25  |    |   |  |  |
| Blancs et nuls           | Blancs et nuls      | Blancs et nuls | 614    | 5,22   |    |   |  |  |
| Exprimés                 | Exprimés            | Exprimés       | 11 151 | 94,78  |    |   |  |  |
| * Liste du maire sortant |                     |                |        |        |    |   |  |  |

### Pont-Saint-Martin
- Maire sortant : Yves François (DVD)
- 29 sièges à pourvoir au conseil municipal (population légale 2011 : 5 675 habitants)
- 6 sièges à pourvoir au conseil communautaire (CC de Grand Lieu)

|                | Yannick Fetiveau | SE             | 1 620 | 57,81  | 23 | 5 |  |  |
|                | Michel Brenon    | DVG            | 1 182 | 42,18  | 6  | 1 |  |  |
|                |                  |                |       |        |    |   |  |  |
| Inscrits       | Inscrits         | Inscrits       | 4 458 | 100,00 |    |   |  |  |
| Abstentions    | Abstentions      | Abstentions    | 1 526 | 34,23  |    |   |  |  |
| Votants        | Votants          | Votants        | 2 932 | 65,77  |    |   |  |  |
| Blancs et nuls | Blancs et nuls   | Blancs et nuls | 130   | 4,43   |    |   |  |  |
| Exprimés       | Exprimés         | Exprimés       | 2 802 | 95,57  |    |   |  |  |

### Pontchâteau
- Maire sortant : Bernard Clouet (DVD)
- 29 sièges à pourvoir au conseil municipal (population légale 2011 : 9 836 habitants)
- 9 sièges à pourvoir au conseil communautaire (CC du pays de Pont-Château - Saint-Gildas-des-Bois)

| Tête de liste            | Tête de liste         | Liste          | Premier tour | Premier tour | Second tour | Second tour | Sièges | Sièges |
| Tête de liste            | Tête de liste         | Liste          | Voix         | %            | Voix        | %           | CM     | CC     |
| ------------------------ | --------------------- | -------------- | ------------ | ------------ | ----------- | ----------- | ------ | ------ |
|                          | Bernard Clouet *      | DVD            | 1 999        | 44,44        | 2 154       | 46,33       | 6      | 2      |
|                          | Danielle Cornet       | DVG            | 1 632        | 36,28        | 2 495       | 53,66       | 23     | 7      |
|                          | Myriam Mahé -chartier | MoDem          | 867          | 19,27        |             |             |        |        |
|                          |                       |                |              |              |             |             |        |        |
| Inscrits                 | Inscrits              | Inscrits       | 7 323        | 100,00       | 7 323       | 100,00      |        |        |
| Abstentions              | Abstentions           | Abstentions    | 2 634        | 35,97        | 2 523       | 34,45       |        |        |
| Votants                  | Votants               | Votants        | 4 689        | 64,03        | 4 800       | 65,55       |        |        |
| Blancs et nuls           | Blancs et nuls        | Blancs et nuls | 191          | 4,07         | 151         | 3,15        |        |        |
| Exprimés                 | Exprimés              | Exprimés       | 4 498        | 95,93        | 4 649       | 96,85       |        |        |
| * Liste du maire sortant |                       |                |              |              |             |             |        |        |

### Pornic
- Maire sortant : Philippe Boënnec (UMP)
- 33 sièges à pourvoir au conseil municipal (population légale 2011 : 14 310 habitants)
- 16 sièges à pourvoir au conseil communautaire (CA Pornic Agglo Pays de Retz)

| Tête de liste  | Tête de liste         | Liste          | Premier tour | Premier tour | Second tour | Second tour | Sièges | Sièges |
| Tête de liste  | Tête de liste         | Liste          | Voix         | %            | Voix        | %           | CM     | CC     |
| -------------- | --------------------- | -------------- | ------------ | ------------ | ----------- | ----------- | ------ | ------ |
|                | Jean-Michel Brard     | DVD            | 3 848        | 44,48        | 4 058       | 45,54       | 25     | 12     |
|                | Charles-Marie Sibiril | DVD            | 2 957        | 34,18        | 3 405       | 38,21       | 6      | 3      |
|                | Philippe Gautreau     | PS-PCF-EELV    | 1 845        | 21,32        | 1 447       | 16,24       | 2      | 1      |
|                |                       |                |              |              |             |             |        |        |
| Inscrits       | Inscrits              | Inscrits       | 13 170       | 100,00       | 13 167      | 100,00      |        |        |
| Abstentions    | Abstentions           | Abstentions    | 4 238        | 32,18        | 4 058       | 30,82       |        |        |
| Votants        | Votants               | Votants        | 8 932        | 67,82        | 9 109       | 69,18       |        |        |
| Blancs et nuls | Blancs et nuls        | Blancs et nuls | 282          | 3,16         | 199         | 2,18        |        |        |
| Exprimés       | Exprimés              | Exprimés       | 8 650        | 96,84        | 8 910       | 97,82       |        |        |

### Pornichet
- Maire sortant : Robert Belliot (UMP)
- 33 sièges à pourvoir au conseil municipal (population légale 2011 : 10 361 habitants)
- 6 sièges à pourvoir au conseil communautaire (CA de la Région Nazairienne et de l'Estuaire)

| Tête de liste            | Tête de liste         | Liste          | Premier tour | Premier tour | Second tour | Second tour | Sièges | Sièges |
| Tête de liste            | Tête de liste         | Liste          | Voix         | %            | Voix        | %           | CM     | CC     |
| ------------------------ | --------------------- | -------------- | ------------ | ------------ | ----------- | ----------- | ------ | ------ |
|                          | Jean-Claude Pelleteur | DVD            | 2 171        | 35,90        | 3 789       | 61,74       | 27     | 5      |
|                          | Robert Belliot *      | UMP            | 2 090        | 34,56        | 2 348       | 38,25       | 6      | 1      |
|                          | Christophe Martin     | SE             | 1 043        | 17,24        |             |             |        |        |
|                          | Patricia Gallerneau   | SE             | 743          | 12,28        |             |             |        |        |
|                          |                       |                |              |              |             |             |        |        |
| Inscrits                 | Inscrits              | Inscrits       | 9 603        | 100,00       | 9 603       | 100,00      |        |        |
| Abstentions              | Abstentions           | Abstentions    | 3 350        | 34,88        | 3 157       | 32,88       |        |        |
| Votants                  | Votants               | Votants        | 6 253        | 65,12        | 6 446       | 67,12       |        |        |
| Blancs et nuls           | Blancs et nuls        | Blancs et nuls | 206          | 3,29         | 309         | 4,79        |        |        |
| Exprimés                 | Exprimés              | Exprimés       | 6 047        | 96,71        | 6 137       | 95,21       |        |        |
| * Liste du maire sortant |                       |                |              |              |             |             |        |        |

### Rezé
- Maire sortant : Gilles Retière (PS)
- 39 sièges à pourvoir au conseil municipal (population légale 2011 : 38 932 habitants)
- 6 sièges à pourvoir au conseil communautaire (Nantes Métropole)

| Tête de liste  | Tête de liste     | Liste           | Premier tour | Premier tour | Second tour | Second tour | Sièges | Sièges |
| Tête de liste  | Tête de liste     | Liste           | Voix         | %            | Voix        | %           | CM     | CC     |
| -------------- | ----------------- | --------------- | ------------ | ------------ | ----------- | ----------- | ------ | ------ |
|                | Gérard Allard     | PS-PCF-EELV-UDB | 6 949        | 47,76        | 7 042       | 47,39       | 29     | 5      |
|                | Philippe Seillier | UMP-UDI-MoDem   | 4 964        | 34,11        | 5 427       | 36,52       | 7      | 1      |
|                | Émile Robert      | EXG             | 2 636        | 18,11        | 2 390       | 16,08       | 3      |        |
|                |                   |                 |              |              |             |             |        |        |
| Inscrits       | Inscrits          | Inscrits        | 28 607       | 100,00       | 28 607      | 100,00      |        |        |
| Abstentions    | Abstentions       | Abstentions     | 13 141       | 45,94        | 13 167      | 46,03       |        |        |
| Votants        | Votants           | Votants         | 15 466       | 54,06        | 15 440      | 53,97       |        |        |
| Blancs et nuls | Blancs et nuls    | Blancs et nuls  | 917          | 5,93         | 581         | 3,76        |        |        |
| Exprimés       | Exprimés          | Exprimés        | 14 549       | 94,07        | 14 859      | 96,24       |        |        |

### Saint-André-des-Eaux
- Maire sortant : Alain Donne (DVD)
- 29 sièges à pourvoir au conseil municipal (population légale 2011 : 5 391 habitants)
- 4 sièges à pourvoir au conseil communautaire (CA de la Région Nazairienne et de l'Estuaire)

|                | Jérôme Dholland    | DVD            | 1 693 | 58,05  | 23 | 3 |  |  |
|                | Catherine Blancher | DVG            | 1 223 | 41,94  | 6  | 1 |  |  |
|                |                    |                |       |        |    |   |  |  |
| Inscrits       | Inscrits           | Inscrits       | 4 434 | 100,00 |    |   |  |  |
| Abstentions    | Abstentions        | Abstentions    | 1 420 | 32,03  |    |   |  |  |
| Votants        | Votants            | Votants        | 3 014 | 67,97  |    |   |  |  |
| Blancs et nuls | Blancs et nuls     | Blancs et nuls | 98    | 3,25   |    |   |  |  |
| Exprimés       | Exprimés           | Exprimés       | 2 916 | 96,75  |    |   |  |  |

### Saint-Brevin-les-Pins
- Maire sortant : Yannick Haury (DVD)
- 33 sièges à pourvoir au conseil municipal (population légale 2011 : 12 456 habitants)
- 17 sièges à pourvoir au conseil communautaire (CC du Sud Estuaire)

|                          | Yannick Haury *       | DVD            | 4 462 | 71,38  | 29 | 15 |  |  |
|                          | Jean-Philippe Reverdy | DVG            | 1 151 | 18,41  | 3  | 1  |  |  |
|                          | Stéphane Bertrand     | EELV           | 638   | 10,20  | 1  | 1  |  |  |
|                          |                       |                |       |        |    |    |  |  |
| Inscrits                 | Inscrits              | Inscrits       | 9 896 | 100,00 |    |    |  |  |
| Abstentions              | Abstentions           | Abstentions    | 3 444 | 34,80  |    |    |  |  |
| Votants                  | Votants               | Votants        | 6 452 | 65,20  |    |    |  |  |
| Blancs et nuls           | Blancs et nuls        | Blancs et nuls | 201   | 3,12   |    |    |  |  |
| Exprimés                 | Exprimés              | Exprimés       | 6 251 | 96,88  |    |    |  |  |
| * Liste du maire sortant |                       |                |       |        |    |    |  |  |

### Saint-Étienne-de-Montluc
- Maire sortant : Marcel Huou (DVD)
- 29 sièges à pourvoir au conseil municipal (population légale 2011 : 6 622 habitants)
- 13 sièges à pourvoir au conseil communautaire (CC Estuaire et Sillon)

|                | Rémy Nicoleau  | DVD            | 2 046 | 61,66  | 24 | 11 |  |  |
|                | André Denou    | DVG            | 840   | 25,31  | 3  | 1  |  |  |
|                | Judith Leray   | DVG            | 432   | 13,01  | 2  | 1  |  |  |
|                |                |                |       |        |    |    |  |  |
| Inscrits       | Inscrits       | Inscrits       | 5 190 | 100,00 |    |    |  |  |
| Abstentions    | Abstentions    | Abstentions    | 1 786 | 34,41  |    |    |  |  |
| Votants        | Votants        | Votants        | 3 404 | 65,59  |    |    |  |  |
| Blancs et nuls | Blancs et nuls | Blancs et nuls | 86    | 2,53   |    |    |  |  |
| Exprimés       | Exprimés       | Exprimés       | 3 318 | 97,47  |    |    |  |  |

### Saint-Herblain
- Maire sortant : Charles Gautier (PS)
- 43 sièges à pourvoir au conseil municipal (population légale 2011 : 43 082 habitants)
- 7 sièges à pourvoir au conseil communautaire (Nantes Métropole)

| Tête de liste  | Tête de liste     | Liste          | Premier tour | Premier tour | Second tour | Second tour | Sièges | Sièges |
| Tête de liste  | Tête de liste     | Liste          | Voix         | %            | Voix        | %           | CM     | CC     |
| -------------- | ----------------- | -------------- | ------------ | ------------ | ----------- | ----------- | ------ | ------ |
|                | Bertrand Affilé   | PS-PCF-EELV    | 6 689        | 44,14        | 7 311       | 46,71       | 32     | 6      |
|                | Matthieu Annereau | UMP            | 4 549        | 30,01        | 5 564       | 35,55       | 8      | 1      |
|                | Myriam Gandolphe  | UDI            | 2 391        | 15,77        | 1 574       | 10,05       | 2      |        |
|                | Primaël Petit     | SE             | 1 525        | 10,06        | 1 201       | 7,67        | 1      |        |
|                |                   |                |              |              |             |             |        |        |
| Inscrits       | Inscrits          | Inscrits       | 32 031       | 100,00       | 32 031      | 100,00      |        |        |
| Abstentions    | Abstentions       | Abstentions    | 15 897       | 49,63        | 15 696      | 49,00       |        |        |
| Votants        | Votants           | Votants        | 16 134       | 50,37        | 16 335      | 51,00       |        |        |
| Blancs et nuls | Blancs et nuls    | Blancs et nuls | 980          | 6,07         | 685         | 4,19        |        |        |
| Exprimés       | Exprimés          | Exprimés       | 15 154       | 93,93        | 15 650      | 95,81       |        |        |

### Saint-Jean-de-Boiseau
- Maire sortant : Pascal Pras (PS)
- 29 sièges à pourvoir au conseil municipal (population légale 2011 : 5 238 habitants)
- 1 sièges à pourvoir au conseil communautaire (Nantes Métropole)

|                          | Pascal Pras *  | PS-PCF-EELV    | 1 298 | 56,09  | 23 | 1 |  |  |
|                          | Alain Gouhier  | UMP            | 1 016 | 43,90  | 6  |   |  |  |
|                          |                |                |       |        |    |   |  |  |
| Inscrits                 | Inscrits       | Inscrits       | 4 026 | 100,00 |    |   |  |  |
| Abstentions              | Abstentions    | Abstentions    | 1 421 | 35,30  |    |   |  |  |
| Votants                  | Votants        | Votants        | 2 605 | 64,70  |    |   |  |  |
| Blancs et nuls           | Blancs et nuls | Blancs et nuls | 291   | 11,17  |    |   |  |  |
| Exprimés                 | Exprimés       | Exprimés       | 2 314 | 88,83  |    |   |  |  |
| * Liste du maire sortant |                |                |       |        |    |   |  |  |

### Saint-Julien-de-Concelles
- Maire sortant : Christophe Audouin (DVD)
- 29 sièges à pourvoir au conseil municipal (population légale 2011 : 6 801 habitants)
- 9 sièges à pourvoir au conseil communautaire (CC Sèvre et Loire)

|                          | Thierry Agasse          | DVD            | 1 853 | 55,84  | 23 | 7 |  |  |
|                          | Christophe Audouin *    | DVG            | 816   | 24,59  | 3  | 1 |  |  |
|                          | Catherine Lerat-maillot | DVG            | 649   | 19,55  | 3  | 1 |  |  |
|                          |                         |                |       |        |    |   |  |  |
| Inscrits                 | Inscrits                | Inscrits       | 5 115 | 100,00 |    |   |  |  |
| Abstentions              | Abstentions             | Abstentions    | 1 720 | 33,63  |    |   |  |  |
| Votants                  | Votants                 | Votants        | 3 395 | 66,37  |    |   |  |  |
| Blancs et nuls           | Blancs et nuls          | Blancs et nuls | 77    | 2,27   |    |   |  |  |
| Exprimés                 | Exprimés                | Exprimés       | 3 318 | 97,73  |    |   |  |  |
| * Liste du maire sortant |                         |                |       |        |    |   |  |  |

### Saint-Nazaire
- Maire sortant : Joël-Guy Batteux (PS)
- 49 sièges à pourvoir au conseil municipal (population légale 2011 : 67 097 habitants)
- 23 sièges à pourvoir au conseil communautaire (CA de la Région Nazairienne et de l'Estuaire)

| Tête de liste  | Tête de liste         | Liste          | Premier tour | Premier tour | Second tour | Second tour | Sièges | Sièges |
| Tête de liste  | Tête de liste         | Liste          | Voix         | %            | Voix        | %           | CM     | CC     |
| -------------- | --------------------- | -------------- | ------------ | ------------ | ----------- | ----------- | ------ | ------ |
|                | David Samzun          | PS             | 10 514       | 41,36        | 13 746      | 53,44       | 38     | 18     |
|                | Ludovic Le Merrer     | UMP-UDI-MoDem  | 6 381        | 25,10        | 8 496       | 33,03       | 8      | 4      |
|                | Jean-Claude Blanchard | FN             | 3 191        | 12,55        | 3 479       | 13,52       | 3      | 1      |
|                | Gilles Denigot        | ECO            | 1 655        | 6,51         |             |             |        |        |
|                | Patrick Rougé         | DVG            | 1 586        | 6,24         |             |             |        |        |
|                | Martine Dardillac     | DVD            | 1 353        | 5,32         |             |             |        |        |
|                | Eddy Le Beller        | LO             | 736          | 2,89         |             |             |        |        |
|                |                       |                |              |              |             |             |        |        |
| Inscrits       | Inscrits              | Inscrits       | 47 535       | 100,00       | 47 529      | 100,00      |        |        |
| Abstentions    | Abstentions           | Abstentions    | 21 304       | 44,82        | 20 749      | 43,66       |        |        |
| Votants        | Votants               | Votants        | 26 231       | 55,18        | 26 780      | 56,34       |        |        |
| Blancs et nuls | Blancs et nuls        | Blancs et nuls | 815          | 3,11         | 1 059       | 3,95        |        |        |
| Exprimés       | Exprimés              | Exprimés       | 25 416       | 96,89        | 25 721      | 96,05       |        |        |

### Saint-Philbert-de-Grand-Lieu
- Maire sortant : Monique Rabin (PS)
- 29 sièges à pourvoir au conseil municipal (population légale 2011 : 8 248 habitants)
- 8 sièges à pourvoir au conseil communautaire (CC de Grand Lieu)

|                          | Stéphan Beaugé  | DVD            | 2 504 | 58,83  | 23 | 6 |  |  |
|                          | Monique Rabin * | PS             | 1 752 | 41,16  | 6  | 2 |  |  |
|                          |                 |                |       |        |    |   |  |  |
| Inscrits                 | Inscrits        | Inscrits       | 6 184 | 100,00 |    |   |  |  |
| Abstentions              | Abstentions     | Abstentions    | 1 723 | 27,86  |    |   |  |  |
| Votants                  | Votants         | Votants        | 4 461 | 72,14  |    |   |  |  |
| Blancs et nuls           | Blancs et nuls  | Blancs et nuls | 205   | 4,60   |    |   |  |  |
| Exprimés                 | Exprimés        | Exprimés       | 4 256 | 95,40  |    |   |  |  |
| * Liste du maire sortant |                 |                |       |        |    |   |  |  |

### Saint-Sébastien-sur-Loire
- Maire sortant : Joël Guerriau (UDI)
- 35 sièges à pourvoir au conseil municipal (population légale 2011 : 25 293 habitants)
- 4 sièges à pourvoir au conseil communautaire (Nantes Métropole)

|                          | Joël Guerriau * | UDI            | 7 549  | 62,64  | 29 | 3 |  |  |
|                          | Michel Caillaud | PS-PCF-EELV    | 4 501  | 37,35  | 6  | 1 |  |  |
|                          |                 |                |        |        |    |   |  |  |
| Inscrits                 | Inscrits        | Inscrits       | 20 015 | 100,00 |    |   |  |  |
| Abstentions              | Abstentions     | Abstentions    | 7 505  | 37,50  |    |   |  |  |
| Votants                  | Votants         | Votants        | 12 510 | 62,50  |    |   |  |  |
| Blancs et nuls           | Blancs et nuls  | Blancs et nuls | 460    | 3,68   |    |   |  |  |
| Exprimés                 | Exprimés        | Exprimés       | 12 050 | 96,32  |    |   |  |  |
| * Liste du maire sortant |                 |                |        |        |    |   |  |  |

### Sainte-Luce-sur-Loire
- Maire sortant : Bernard Aunette (PS)
- 33 sièges à pourvoir au conseil municipal (population légale 2011 : 12 699 habitants)
- 2 sièges à pourvoir au conseil communautaire (Nantes Métropole)

|                          | Jean-Guy Alix       | DVD            | 3 270  | 50,61  | 25 | 2 |  |  |
|                          | Anthony Descloziers | PS-PCF-EELV    | 1 651  | 25,55  | 4  |   |  |  |
|                          | Bernard Aunette *   | DVG            | 1 539  | 23,82  | 4  |   |  |  |
|                          |                     |                |        |        |    |   |  |  |
| Inscrits                 | Inscrits            | Inscrits       | 10 217 | 100,00 |    |   |  |  |
| Abstentions              | Abstentions         | Abstentions    | 3 460  | 33,87  |    |   |  |  |
| Votants                  | Votants             | Votants        | 6 757  | 66,13  |    |   |  |  |
| Blancs et nuls           | Blancs et nuls      | Blancs et nuls | 297    | 4,40   |    |   |  |  |
| Exprimés                 | Exprimés            | Exprimés       | 6 460  | 95,60  |    |   |  |  |
| * Liste du maire sortant |                     |                |        |        |    |   |  |  |

### Sainte-Pazanne
- Maire sortant : Bernard Morilleau (DVG)
- 29 sièges à pourvoir au conseil municipal (population légale 2011 : 5 651 habitants)
- 8 sièges à pourvoir au conseil communautaire (CA Pornic Agglo Pays de Retz)

|                          | Bernard Morilleau * | DVG            | 1 715 | 61,01  | 24 | 7 |  |  |
|                          | Laurent Masson      | DVD            | 1 096 | 38,98  | 5  | 1 |  |  |
|                          |                     |                |       |        |    |   |  |  |
| Inscrits                 | Inscrits            | Inscrits       | 4 222 | 100,00 |    |   |  |  |
| Abstentions              | Abstentions         | Abstentions    | 1 296 | 30,70  |    |   |  |  |
| Votants                  | Votants             | Votants        | 2 926 | 69,30  |    |   |  |  |
| Blancs et nuls           | Blancs et nuls      | Blancs et nuls | 115   | 3,93   |    |   |  |  |
| Exprimés                 | Exprimés            | Exprimés       | 2 811 | 96,07  |    |   |  |  |
| * Liste du maire sortant |                     |                |       |        |    |   |  |  |

### Sautron
- Maire sortant : Marie-Cécile Gessant (DVD)
- 29 sièges à pourvoir au conseil municipal (population légale 2011 : 6 945 habitants)
- 1 sièges à pourvoir au conseil communautaire (Nantes Métropole)

|                          | Marie-Cécile Gessant * | DVD            | 2 442 | 61,58  | 24 | 1 |  |  |
|                          | Dominique Gautier      | PS-PCF-EELV    | 1 064 | 26,83  | 4  |   |  |  |
|                          | Guylène Friard         | FN             | 459   | 11,57  | 1  |   |  |  |
|                          |                        |                |       |        |    |   |  |  |
| Inscrits                 | Inscrits               | Inscrits       | 6 002 | 100,00 |    |   |  |  |
| Abstentions              | Abstentions            | Abstentions    | 1 867 | 31,11  |    |   |  |  |
| Votants                  | Votants                | Votants        | 4 135 | 68,89  |    |   |  |  |
| Blancs et nuls           | Blancs et nuls         | Blancs et nuls | 170   | 4,11   |    |   |  |  |
| Exprimés                 | Exprimés               | Exprimés       | 3 965 | 95,89  |    |   |  |  |
| * Liste du maire sortant |                        |                |       |        |    |   |  |  |

### Savenay
- Maire sortant : André Klein (DVD)
- 29 sièges à pourvoir au conseil municipal (population légale 2011 : 7 790 habitants)
- 10 sièges à pourvoir au conseil communautaire (CC Estuaire et Sillon)

|                          | André Klein *  | SE             | 1 947 | 55,70  | 23 | 8 |  |  |
|                          | Denis Berthiau | PS             | 812   | 23,23  | 3  | 1 |  |  |
|                          | Janick Tatard  | DVG            | 736   | 21,05  | 3  | 1 |  |  |
|                          |                |                |       |        |    |   |  |  |
| Inscrits                 | Inscrits       | Inscrits       | 5 766 | 100,00 |    |   |  |  |
| Abstentions              | Abstentions    | Abstentions    | 2 163 | 37,51  |    |   |  |  |
| Votants                  | Votants        | Votants        | 3 603 | 62,49  |    |   |  |  |
| Blancs et nuls           | Blancs et nuls | Blancs et nuls | 108   | 3,00   |    |   |  |  |
| Exprimés                 | Exprimés       | Exprimés       | 3 495 | 97,00  |    |   |  |  |
| * Liste du maire sortant |                |                |       |        |    |   |  |  |

### Sucé-sur-Erdre
- Maire sortant : Daniel Châtellier (PS)
- 29 sièges à pourvoir au conseil municipal (population légale 2011 : 6 356 habitants)
- 4 sièges à pourvoir au conseil communautaire (CC d'Erdre et Gesvres)

| Tête de liste            | Tête de liste       | Liste          | Premier tour | Premier tour | Second tour | Second tour | Sièges | Sièges |
| Tête de liste            | Tête de liste       | Liste          | Voix         | %            | Voix        | %           | CM     | CC     |
| ------------------------ | ------------------- | -------------- | ------------ | ------------ | ----------- | ----------- | ------ | ------ |
|                          | Jean-Louis Roger    | UDI            | 1 742        | 46,97        | 1 915       | 50,63       | 22     | 3      |
|                          | Daniel Châtellier * | DVG            | 1 437        | 38,75        | 1 486       | 39,29       | 6      | 1      |
|                          | Alexandre Brundo    | DVD            | 529          | 14,26        | 381         | 10,07       | 1      |        |
|                          |                     |                |              |              |             |             |        |        |
| Inscrits                 | Inscrits            | Inscrits       | 5 376        | 100,00       | 5 376       | 100,00      |        |        |
| Abstentions              | Abstentions         | Abstentions    | 1 563        | 29,07        | 1 528       | 28,42       |        |        |
| Votants                  | Votants             | Votants        | 3 813        | 70,93        | 3 848       | 71,58       |        |        |
| Blancs et nuls           | Blancs et nuls      | Blancs et nuls | 105          | 2,75         | 66          | 1,72        |        |        |
| Exprimés                 | Exprimés            | Exprimés       | 3 708        | 97,25        | 3 782       | 98,28       |        |        |
| * Liste du maire sortant |                     |                |              |              |             |             |        |        |

### Thouaré-sur-Loire
- Maire sortant : Bernard Chesneau (PS)
- 29 sièges à pourvoir au conseil municipal (population légale 2011 : 7 886 habitants)
- 1 sièges à pourvoir au conseil communautaire (Nantes Métropole)

| Tête de liste            | Tête de liste      | Liste          | Premier tour | Premier tour | Second tour | Second tour | Sièges | Sièges |
| Tête de liste            | Tête de liste      | Liste          | Voix         | %            | Voix        | %           | CM     | CC     |
| ------------------------ | ------------------ | -------------- | ------------ | ------------ | ----------- | ----------- | ------ | ------ |
|                          | Serge Mounier      | DVD            | 2 016        | 46,36        | 2 249       | 50,10       | 22     | 1      |
|                          | Bernard Chesneau * | PS-PCF-EELV    | 1 445        | 33,23        | 1 750       | 38,98       | 6      |        |
|                          | Patrice Gallard    | DVG            | 887          | 20,40        | 490         | 10,91       | 1      |        |
|                          |                    |                |              |              |             |             |        |        |
| Inscrits                 | Inscrits           | Inscrits       | 6 526        | 100,00       | 6 526       | 100,00      |        |        |
| Abstentions              | Abstentions        | Abstentions    | 2 009        | 30,78        | 1 926       | 29,51       |        |        |
| Votants                  | Votants            | Votants        | 4 517        | 69,22        | 4 600       | 70,49       |        |        |
| Blancs et nuls           | Blancs et nuls     | Blancs et nuls | 169          | 3,74         | 111         | 2,41        |        |        |
| Exprimés                 | Exprimés           | Exprimés       | 4 348        | 96,26        | 4 489       | 97,59       |        |        |
| * Liste du maire sortant |                    |                |              |              |             |             |        |        |

### Treillières
- Maire sortant : Alain Royer (UMP)
- 29 sièges à pourvoir au conseil municipal (population légale 2011 : 8 045 habitants)
- 5 sièges à pourvoir au conseil communautaire (CC d'Erdre et Gesvres)

|                          | Alain Royer *   | DVD            | 2 578 | 59,70  | 23 | 4 |  |  |
|                          | Emmanuel Renoux | DVG            | 1 740 | 40,29  | 6  | 1 |  |  |
|                          |                 |                |       |        |    |   |  |  |
| Inscrits                 | Inscrits        | Inscrits       | 6 291 | 100,00 |    |   |  |  |
| Abstentions              | Abstentions     | Abstentions    | 1 843 | 29,30  |    |   |  |  |
| Votants                  | Votants         | Votants        | 4 448 | 70,70  |    |   |  |  |
| Blancs et nuls           | Blancs et nuls  | Blancs et nuls | 130   | 2,92   |    |   |  |  |
| Exprimés                 | Exprimés        | Exprimés       | 4 318 | 97,08  |    |   |  |  |
| * Liste du maire sortant |                 |                |       |        |    |   |  |  |

### Trignac
- Maire sortant : Sabine Mahé (PCF)
- 29 sièges à pourvoir au conseil municipal (population légale 2011 : 7 008 habitants)
- 5 sièges à pourvoir au conseil communautaire (CA de la Région Nazairienne et de l'Estuaire)

|                          | David Pelon    | UMP            | 1 398 | 50,81  | 22 | 4 |  |  |
|                          | Sabine Mahé *  | PCF            | 1 353 | 49,18  | 7  | 1 |  |  |
|                          |                |                |       |        |    |   |  |  |
| Inscrits                 | Inscrits       | Inscrits       | 5 308 | 100,00 |    |   |  |  |
| Abstentions              | Abstentions    | Abstentions    | 2 327 | 43,84  |    |   |  |  |
| Votants                  | Votants        | Votants        | 2 981 | 56,16  |    |   |  |  |
| Blancs et nuls           | Blancs et nuls | Blancs et nuls | 230   | 7,72   |    |   |  |  |
| Exprimés                 | Exprimés       | Exprimés       | 2 751 | 92,28  |    |   |  |  |
| * Liste du maire sortant |                |                |       |        |    |   |  |  |

### Vallet
- Maire sortant : Nicole Lacoste (DVG)
- 29 sièges à pourvoir au conseil municipal (population légale 2011 : 8 549 habitants)
- 12 sièges à pourvoir au conseil communautaire (CC Sèvre et Loire)

|                          | Jérôme Marchais  | DVD            | 2 572 | 61,29  | 24 | 10 |  |  |
|                          | Nicole Lacoste * | DVG            | 1 624 | 38,70  | 5  | 2  |  |  |
|                          |                  |                |       |        |    |    |  |  |
| Inscrits                 | Inscrits         | Inscrits       | 6 357 | 100,00 |    |    |  |  |
| Abstentions              | Abstentions      | Abstentions    | 1 918 | 30,17  |    |    |  |  |
| Votants                  | Votants          | Votants        | 4 439 | 69,83  |    |    |  |  |
| Blancs et nuls           | Blancs et nuls   | Blancs et nuls | 243   | 5,47   |    |    |  |  |
| Exprimés                 | Exprimés         | Exprimés       | 4 196 | 94,53  |    |    |  |  |
| * Liste du maire sortant |                  |                |       |        |    |    |  |  |

### Vertou
- Maire sortant : Laurent Dejoie (UMP)
- 35 sièges à pourvoir au conseil municipal (population légale 2011 : 21 681 habitants)
- 3 sièges à pourvoir au conseil communautaire (Nantes Métropole)

|                | Rodolphe Amailland   | DVD            | 6 450  | 57,07  | 29 | 3 |  |  |
|                | Jean-Robert Piveteau | PS             | 2 570  | 22,74  | 4  |   |  |  |
|                | Michel Gouty         | FG             | 1 149  | 10,16  | 1  |   |  |  |
|                | Brigitte Heridel     | EELV           | 1 131  | 10,00  | 1  |   |  |  |
|                |                      |                |        |        |    |   |  |  |
| Inscrits       | Inscrits             | Inscrits       | 18 125 | 100,00 |    |   |  |  |
| Abstentions    | Abstentions          | Abstentions    | 6 477  | 35,74  |    |   |  |  |
| Votants        | Votants              | Votants        | 11 648 | 64,26  |    |   |  |  |
| Blancs et nuls | Blancs et nuls       | Blancs et nuls | 348    | 2,99   |    |   |  |  |
| Exprimés       | Exprimés             | Exprimés       | 11 300 | 97,01  |    |   |  |  |

### Vigneux-de-Bretagne
- Maire sortant : Philippe Trotté (PS)
- 29 sièges à pourvoir au conseil municipal (population légale 2011 : 5 514 habitants)
- 4 sièges à pourvoir au conseil communautaire (CC d'Erdre et Gesvres)

| Tête de liste            | Tête de liste     | Liste          | Premier tour | Premier tour | Second tour | Second tour | Sièges | Sièges |
| Tête de liste            | Tête de liste     | Liste          | Voix         | %            | Voix        | %           | CM     | CC     |
| ------------------------ | ----------------- | -------------- | ------------ | ------------ | ----------- | ----------- | ------ | ------ |
|                          | Joseph Bezier     | DVD            | 1 379        | 47,33        | 1 680       | 57,91       | 23     | 3      |
|                          | Philippe Trotté * | DVG            | 1 072        | 36,80        | 1 221       | 42,08       | 6      | 1      |
|                          | Jean Rudich       | UMP-UDI        | 462          | 15,85        |             |             |        |        |
|                          |                   |                |              |              |             |             |        |        |
| Inscrits                 | Inscrits          | Inscrits       | 4 358        | 100,00       | 4 358       | 100,00      |        |        |
| Abstentions              | Abstentions       | Abstentions    | 1 349        | 30,95        | 1 356       | 31,12       |        |        |
| Votants                  | Votants           | Votants        | 3 009        | 69,05        | 3 002       | 68,88       |        |        |
| Blancs et nuls           | Blancs et nuls    | Blancs et nuls | 96           | 3,19         | 101         | 3,36        |        |        |
| Exprimés                 | Exprimés          | Exprimés       | 2 913        | 96,81        | 2 901       | 96,64       |        |        |
| * Liste du maire sortant |                   |                |              |              |             |             |        |        |